# Walter Marchesi
Walter Marchesi (Buenos Aires, 20 de noviembre de 1965) es un director técnico argentino que en su última experiencia dirigió a Nueva Chicago. Se retiró como futbolista cuando tenía 24 años, de allí en más se dedicó a la dirección técnica y también a la coordinación general de divisiones inferiores.

## Trayectoria

### Como futbolista
Walter Marchesi fue un mediocampista que realizó todas las divisiones inferiores en San Lorenzo de Almagro, incluida la división reserva. En 1985 fue cedido a préstamo a Colegiales, el técnico que lo hizo debutar fue Salvador Daniele.
En 1986, tras quedar libre, fichó en Deportivo Merlo, club donde también había arribado Salvador Daniele para dirigir a Merlo técnicamente. El Charro ascendió ese mismo torneo de Primera C a Primera B Metropolitana pero Marchesi no tuvo muchos minutos debido al gran rendimiento del equipo.
En la temporada 1986/1987 llegó a Justo José de Urquiza, club que militaba por ese entonces en Primera D. El primero de noviembre de ese año anotó un gol en una goleada contra Atlas por 5-2, en cancha de Juventud Unida.
Finalmente decidió abandonar la práctica de fútbol con 24 años y aceptó la propuesta de Víctor Pardo para dirigir las categorías '74 y '75 en Nueva Chicago.

### Como director técnico
Walter Marchesi hizo su debut como entrenador principal en Estudiantes de Caseros en 1998 y su estreno fue mediante tres interinatos. Su primer encuentro oficial fue el 19 de septiembre en la derrota 2-1 ante All Boys. Una semana después, la institución contrató a Rodolfo Motta pero solo permaneció por cinco fechas. El segundo interinato fue de dos partidos hasta la llegada de Ricardo Caruso Lombardi. Estudiantes estaba prácticamente descendido cuando Caruso Lombardi dejó el cargo y Marchesi junto con Gustavo González se hicieron cargo del equipo hasta el final del torneo.
Inició la temporada 1999/2000 en Nueva Chicago, que atravesaba una fuerte crisis institucional, y por eso administró un plantel sin jugadores de renombres y plagado de juveniles. Producto del mal momento del club, el equipo disputó la mayoría de los encuentros como local en el estadio del Deportivo Español y Ferro. A pesar de haber logrado una racha de nueve encuentros sin derrotas promediando el campeonato, no pudo sostener los buenos resultados comenzando el año 2000 y finalmente no culminó el torneo, ya que fue reemplazado por Rodolfo Motta quien confirmó la permanencia en el Nacional B para el club de Mataderos.
Su tercera experiencia fue en Liniers dirigiendo todo el año 2001. En el Clausura 2001 de Primera C cumplió el primer objetivo y La Topadora conservó la categoría, pero la gran campaña no alcanzó para clasificarse al Torneo Reducido. En diciembre concluyó su etapa al culminar el Apertura 2001. La campaña resultó satisfactoria y con un buen colchón de puntos para los promedios del descenso.
En abril de 2003 sucedió a Ricardo Demagistris para tomar el mando de San Martín de Burzaco para finalizar la temporada 2002/2003 de Primera C con la misión de salvarlo del descenso, objetivo que fue cumplido.
Marchesi sustituyó a Ernesto Torres en Cañuelas en octubre de 2003 y permaneció en el Tambero por casi dos años. En la primera temporada cumplió el objetivo de mantener la categoría. Para la temporada 2004/2005, la gerenciadora no pudo retener gran parte del plantel y nuevamente tuvo que rearmar un equipo prácticamente nuevo, con la base de seis profesionales que incluían, por ejemplo, a Alejandro Noriega y Lucas Vicente entre ellos. En diciembre de 2004 finalizó su vínculo con el club.
Meses más tarde cerró la temporada 2004/2005 en Barracas Central dirigiendo las últimas siete fechas del Clausura 2005 de la Primera C.
En el segundo semestre de 2005 dirigió a Argentino de Merlo. En aquel Torneo Inicial 2005 de la Primera C tuvo de ayudante de campo a Pablo Garabello, quien fuera años más tarde asistente de José Néstor Pekerman en la Selección Colombia.
En 2006 tuvo un breve paso por General Lamadrid, también en la "C", donde dirigió en los nueve partidos de la Zona Impar sin poder clasificar al Torneo Reducido. Marchesi tuvo en el plantel profesional, por ese entonces, a un destacado juvenil: Emanuel Gigliotti.
Entre diciembre de 2007 y fines de 2012 fue coordinador de inferiores en la etapa más exitosa del Deportivo Merlo. También supo ser entrenador de jugadores libres, y luego, en 2013 fue ayudante de campo de Pedro Monzón en Platense. El equipo llegó a la final del Torneo Reducido 2013 pero cayó ante Brown de Adrogué por tiros desde el punto penal y el objetivo de ascender al Nacional B quedó trunco.
Tras aquel período como ayudante volvió a ser entrenador principal en Deportivo Riestra en 2013. Pese a la excelente cosecha de puntos, renunció al cargo por diferencias con la directiva del club en diciembre del mismo año. Riestra terminó siendo el campeón de la Primera D al mando del Búfalo Guillermo Szeszurak.
Llegó a Villa Dálmine en 2015 para trabajar como coordinador de inferiores. Comenzado el torneo corto de 2016 de la Primera B Nacional asumió la dirección técnica y lo sacó del último puesto, terminando en el 5° puesto y cosechando más del 70% de los puntos. Aquí hizo su debut como técnico en Copa Argentina en los 32avos de final cayendo por penales contra Patronato luego de empatar 0-0 en tiempo regular. La temporada siguiente fue irregular y concluyó su etapa en diciembre de ese año. En agosto de 2018, tras 3 años y 7 meses de trabajo, Marchesi dejó la coordinación general en el club de Campana.
En 2019 volvió a tomar las riendas de un club ubicado en los últimos puestos, en este caso fue San Miguel, equipo de la Primera B Metropolitana. Esta categoría era la única que Marchesi no había dirigido en el ascenso metropolitano como entrenador principal, ya que había pasado por el Nacional, la C y la D.
En 2021 volvió a Nueva Chicago luego de 22 años, club que atraviesa una fuerte crisis económica y deportiva.

## Clubes

### Como futbolista
| Club                  | País      | Año       |
| --------------------- | --------- | --------- |
| Colegiales            | Argentina | 1985      |
| Deportivo Merlo       | Argentina | 1986      |
| Justo José de Urquiza | Argentina | 1986-1987 |

### En divisiones formativas
| Club            | País      | Años      | Cargo                 |
| --------------- | --------- | --------- | --------------------- |
| Nueva Chicago   | Argentina | 1989-1995 | Técnico de inferiores |
| Racing Club     | Argentina | 1991-1993 | Técnico de inferiores |
| Estudiantes     | Argentina | 1996-1998 | Coordinador general   |
| Cañuelas        | Argentina | 2003-2004 | Coordinador general   |
| Deportivo Merlo | Argentina | 2007-2012 | Coordinador general   |
| Villa Dálmine   | Argentina | 2015-2016 | Coordinador general   |
| Villa Dálmine   | Argentina | 2017-2018 | Coordinador general   |

### Estadísticas como asistente técnico
Actualizado hasta el 2 de octubre 2023 inclusive.
| Equipo                       | Torneo                       | Temporada                    | Estadísticas | Estadísticas | Estadísticas | Estadísticas | Estadísticas | Estadísticas | Estadísticas | Estadísticas | Estadísticas |
| Equipo                       | Torneo                       | Temporada                    | PD           | G            | E            | P            | GF           | GC           | DG           | Puntos       | Efect.       |
| ---------------------------- | ---------------------------- | ---------------------------- | ------------ | ------------ | ------------ | ------------ | ------------ | ------------ | ------------ | ------------ | ------------ |
| Platense Argentina           | Primera B Nacional           | 2012-2013                    | 10           | 6            | 4            | 0            | 13           | 5            | +8           | 22/30        | 73.33%       |
| Platense Argentina           | Primera B Nacional           | 2013-2014                    | 10           | 3            | 5            | 2            | 9            | 9            | +0           | 14/30        | 46.67%       |
| Platense Argentina           | Total                        | Total                        | 20           | 9            | 9            | 2            | 22           | 14           | +8           | 36/60        | 60%          |
| Total (director y asistente) | Total (director y asistente) | Total (director y asistente) | 272          | 91           | 100          | 81           | 310          | 292          | +18          | 373/816      | 45.71%       |

### Estadísticas como director técnico
Actualizado hasta el 22 de junio 2025 inclusive.
| Equipo                         | Torneo             | Temporada        | Estadísticas | Estadísticas | Estadísticas | Estadísticas | Estadísticas | Estadísticas | Estadísticas | Estadísticas | Estadísticas |
| Equipo                         | Torneo             | Temporada        | PD           | G            | E            | P            | GF           | GC           | DG           | Puntos       | Efect.       |
| ------------------------------ | ------------------ | ---------------- | ------------ | ------------ | ------------ | ------------ | ------------ | ------------ | ------------ | ------------ | ------------ |
| Estudiantes Argentina          | Primera B Nacional | 1998-1999        | 10           | 3            | 1            | 6            | 13           | 18           | -5           | 10/30        | 33.33%       |
| Estudiantes Argentina          | Total              | Total            | 10           | 3            | 1            | 6            | 13           | 18           | -5           | 10/30        | 33.33%       |
| Nueva Chicago Argentina        | Primera B Nacional | 1999-2000        | 24           | 4            | 12           | 8            | 15           | 24           | -9           | 24/72        | 33.33%       |
| Nueva Chicago Argentina        | Total              | Total            | 24           | 4            | 12           | 8            | 15           | 24           | -9           | 24/72        | 33.33%       |
| Liniers Argentina              | Primera C          | 2000-2001        | 17           | 8            | 5            | 4            | 29           | 18           | +11          | 29/51        | 56.86%       |
| Liniers Argentina              | Primera C          | 2001-2002        | 18           | 6            | 6            | 6            | 18           | 21           | -3           | 24/54        | 44.44%       |
| Liniers Argentina              | Total              | Total            | 35           | 14           | 11           | 10           | 47           | 39           | +8           | 53/105       | 50.48%       |
| San Martín (Burzaco) Argentina | Primera C          | 2002-2003        | 7            | 2            | 3            | 2            | 7            | 7            | +0           | 9/21         | 42.86%       |
| San Martín (Burzaco) Argentina | Total              | Total            | 7            | 2            | 3            | 2            | 7            | 7            | +0           | 9/21         | 42.86%       |
| Cañuelas Argentina             | Primera C          | 2003-2004        | 27           | 9            | 9            | 9            | 28           | 28           | +0           | 36/81        | 44.44%       |
| Cañuelas Argentina             | Primera C          | 2004-2005        | 18           | 6            | 6            | 6            | 22           | 17           | +5           | 24/54        | 44.44%       |
| Cañuelas Argentina             | Total              | Total            | 45           | 15           | 15           | 15           | 50           | 45           | +5           | 60/135       | 44.44%       |
| Barracas Central Argentina     | Primera C          | 2004-2005        | 7            | 1            | 4            | 2            | 6            | 7            | -1           | 7/21         | 33.33%       |
| Barracas Central Argentina     | Total              | Total            | 7            | 1            | 4            | 2            | 6            | 7            | -1           | 7/21         | 33.33%       |
| Argentino (Merlo) Argentina    | Primera C          | 2005-2006        | 12           | 4            | 6            | 2            | 11           | 7            | +4           | 18/36        | 50%          |
| Argentino (Merlo) Argentina    | Total              | Total            | 12           | 4            | 6            | 2            | 11           | 7            | +4           | 18/36        | 50%          |
| General Lamadrid Argentina     | Primera C          | 2005-2006        | 9            | 2            | 2            | 5            | 13           | 17           | -4           | 8/27         | 29.63%       |
| General Lamadrid Argentina     | Total              | Total            | 9            | 2            | 2            | 5            | 13           | 17           | -4           | 8/27         | 29.63%       |
| Deportivo Riestra Argentina    | Primera D          | 2013-2014        | 13           | 8            | 4            | 1            | 26           | 14           | +12          | 28/39        | 71.79%       |
| Deportivo Riestra Argentina    | Total              | Total            | 13           | 8            | 4            | 1            | 26           | 14           | +12          | 28/39        | 71.79%       |
| Villa Dálmine Argentina        | Primera B Nacional | 2016             | 14           | 9            | 3            | 2            | 32           | 20           | +12          | 30/42        | 71.43%       |
| Villa Dálmine Argentina        | CA                 | 2016             | 1            | 0            | 1            | 0            | 0            | 0            | +0           | 1/3          | 33.33%       |
| Villa Dálmine Argentina        | Primera B Nacional | 2016-2017        | 19           | 6            | 6            | 7            | 21           | 20           | +1           | 24/60        | 40%          |
| Villa Dálmine Argentina        | Total              | Total            | 34           | 15           | 10           | 9            | 53           | 40           | +13          | 55/102       | 53.92%       |
| San Miguel Argentina           | Primera B Nacional | 2019-2020        | 14           | 3            | 7            | 4            | 7            | 10           | -3           | 16/42        | 38.1%        |
| San Miguel Argentina           | Total              | Total            | 14           | 3            | 7            | 4            | 7            | 10           | -3           | 16/42        | 38.1%        |
| Nueva Chicago Argentina        | Primera B Nacional | 2021             | 20           | 3            | 6            | 11           | 16           | 33           | -17          | 15/60        | 25%          |
| Nueva Chicago Argentina        | Total              | Total            | 20           | 3            | 6            | 11           | 16           | 33           | -17          | 15/60        | 25%          |
| Nueva Chicago Argentina        | Total en Chicago   | Total en Chicago | 44           | 7            | 18           | 19           | 31           | 57           | -26          | 39/132       | 29.55%       |
| Deportivo Riestra Argentina    | Primera Nacional   | 2023             | 21           | 8            | 10           | 3            | 23           | 15           | +8           | 34/63        | 53.97%       |
| Deportivo Riestra Argentina    | CA                 | 2023             | 1            | 0            | 0            | 1            | 1            | 2            | -1           | 0/3          | 0%           |
| Deportivo Riestra Argentina    | Total              | Total            | 22           | 8            | 10           | 4            | 24           | 17           | +7           | 34/66        | 51.52%       |
| Deportivo Riestra Argentina    | Total en Riestra   | Total en Riestra | 35           | 16           | 14           | 5            | 50           | 31           | +19          | 62/105       | 59.05%       |
| Güemes (SdE) Argentina         | Primera Nacional   | 2024             | 13           | 1            | 8            | 4            | 8            | 13           | -5           | 11/39        | 28.21%       |
| Güemes (SdE) Argentina         | Total              | Total            | 13           | 1            | 8            | 4            | 8            | 13           | -5           | 11/39        | 28.21%       |
| Deportivo Merlo Argentina      | Primera B Metro    | 2024             | 15           | 10           | 4            | 1            | 18           | 6            | +12          | 34/45        | 75.56%       |
| Deportivo Merlo Argentina      | Primera B Metro    | 2025             | 18           | 6            | 7            | 5            | 15           | 15           | 0            | 25/54        | 46.3%        |
| Deportivo Merlo Argentina      | Total              | Total            | 33           | 16           | 11           | 6            | 33           | 21           | +12          | 59/99        | 59.6%        |
| Total carrera                  | Total carrera      | Total carrera    | 298          | 99           | 110          | 89           | 329          | 312          | +17          | 407/894      | 45.53%       |

### Resumen por competencias
Actualizado hasta el 22 de junio 2025 inclusive.
| Torneo           | Estadísticas | Estadísticas | Estadísticas | Estadísticas | Estadísticas | Estadísticas | Estadísticas | Estadísticas |
| Torneo           | PD           | G            | E            | P            | GF           | GC           | DG           | Efect.       |
| ---------------- | ------------ | ------------ | ------------ | ------------ | ------------ | ------------ | ------------ | ------------ |
| Primera Nacional | 121          | 34           | 46           | 41           | 128          | 143          | -15          | 39.78%       |
| Primera B        | 67           | 28           | 27           | 12           | 62           | 45           | +17          | 55.38%       |
| Primera C        | 115          | 38           | 41           | 36           | 134          | 122          | +12          | 44.93%       |
| Primera D        | 13           | 8            | 4            | 1            | 26           | 14           | +12          | 71.79%       |
| Copa Argentina   | 2            | 0            | 1            | 1            | 1            | 2            | -1           | 16.67%       |

## Vida personal
Walter es hijo de Fernando Marchesi, también exjugador y exentrenador de fútbol. Al igual que Walter, Fernando dirigió a Villa Dálmine.
Fernando fue jugador y técnico de Nueva Chicago, Walter se convirtió en el primer hijo de un exentrenador del club de Mataderos en ejercer el mismo cargo que su padre.